# Donnington (Berkshire)
Pour les articles homonymes, voir Donnington.
Donnington est un village dans le Berkshire en Angleterre.